# جيسيكا ألين
جيسيكا ألين (بالإنجليزية: Jessica Allen)‏ هي دراجة أسترالية، ولدت في 17 أبريل 1993 في برث في أستراليا.

## وصلات خارجية
- جيسيكا ألين على موقع الاتحاد الدولي للدراجات (الإنجليزية)
- جيسيكا ألين على موقع أرشيف الدراجات (الإنجليزية)
- جيسيكا ألين على موقع إحصائيات الدراجات الإحترافية (الإنجليزية)
- جيسيكا ألين على موقع نسبة الدراجات (الإنجليزية)